# Korokija
Korokija (lat. Corokia), rod grmova i drveća iz porodice Argophyllaceae, dio reda zvjezdanolike. Rod je raširen po istočnoj Australiji, Novom Zelandu, i otocima Norfolk, Lord Howe, Tubuai i Chatham

## Vrste
1. Corokia buddleioides A.Cunn.
2. Corokia carpodetoides (F.Muell.) L.S.Sm.
3. Corokia collenettei L.Riley
4. Corokia cotoneaster Raoul
5. Corokia macrocarpa Kirk
6. Corokia × virgata Turrill
7. Corokia whiteana L.S.Sm.

## Vanjske poveznice
|  | Zajednički poslužitelj ima još gradiva o temi Corokia |
|  | Wikivrste imaju podatke o taksonu Corokia             |